# Сингате, Фариманг Мамади
Сэр Фариманг Мамади Сингате (1912–1977) — второй и последний генерал-губернатор Гамбии, представлял королеву Елизавету II в качестве главы государства. После получения независимости в 1966 он стал первым гамбийским гражданином, занявший должность генерал-губернатора. Когда страна стала республикой в 1970, пост был отменен, и премьер-министр сэр Дода стал исполняющим обязанности президента.
Улицу в Банжуле назвали в его честь.
Упоминается в романе английского писателя Криса Мэнли "Зонтик Её Величества".